# Olaya Suárez
Olaya Suárez Fernández (Gijón, 31 de diciembre de 1993) es una política asturiana. Desde 2023 es concejal en el Ayuntamiento de Gijón después de ser cabeza de lista de Podemos en las elecciones municipales de 2023.

## Biografía
Nació y vivió en el barrio de La Calzada de Gijón (Asturias). Es graduada en Administración y Dirección de Empresas (ADE) por la Universidad de Oviedo y titulada en Máster de Integración Económica: Gestión del Comercio Internacional por la Universidad de Valencia. Trabajó en la empresa Corteva (escisión de DuPont) como contable hasta que pidió una excedencia en 2021 para centrarse en sus cargos orgánicos en Podemos.
Desde 2017 milita en el Círculo Podemos Xixón, división local del partido Podemos. En enero de 2023 es nombrada secretaria de organización de Podemos Asturias tras la dimisión de Alba González. Previamente había ocupado la secretaria de Sociedad Civil de Podemos Asturies y era miembro del Consejo de Coordinación, cuerpo ejecutivo de Podemos Asturies.
En 2022 fue elegida cabeza de lista de Podemos Asturies en las elecciones municipales del 28 de mayo de 2023, aspirando a la alcaldía del Ayuntamiento de Gijón. Fue la única que se presentó. En dichas elecciones Olaya Suárez es elegida concejal. Así mismo, Podemos desciende de 3 ediles a 1.